# Francesca Armosino
Francesca Armosino (Antignano, 18 luglio 1848 – Caprera, 15 luglio 1923)  è stata l'ultima moglie di Giuseppe Garibaldi.

## Biografia

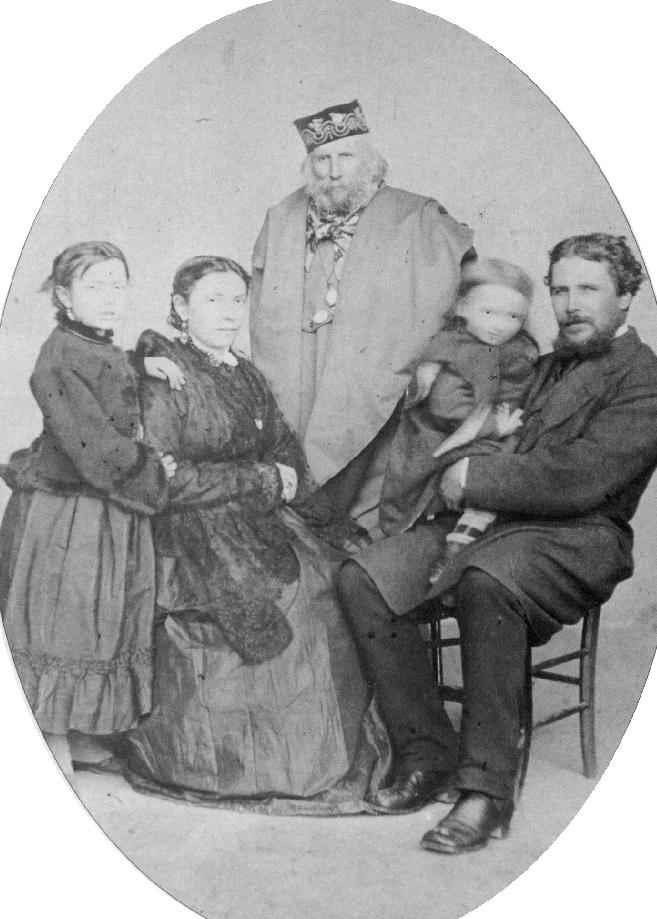
Foto del 1875 circa: da sinistra, Clelia, Francesca Armosino, Giuseppe Garibaldi, Manlio e Menotti

I suoi genitori erano Giovanni Battista Armosino (1816-1897), figlio di Teobaldo Armosino nato a Isola d'Asti da una famiglia originaria di Antignano e di Francesca Maria Gotta, e Cattarina Ferraris (1819-1894), di Antignano, entrambi tessitori.
La Armosino nacque il 18 luglio 1848 ai Saracchi, allora frazione di Antignano e oggi frazione di San Martino Alfieri, in provincia di Asti, discendente da una nobile famiglia armena, emigrata in Italia per sfuggire alle persecuzioni dei turchi contro i cristiani. 
Nel 1865 lasciò la famiglia e si trasferì a Caprera per fare da balia ai figli di Teresita Garibaldi e Stefano Canzio. Qui conobbe Garibaldi e i due si innamorarono, nonostante Garibaldi avesse 58 anni e lei appena 17. All'inizio le voci sulla relazione furono solo frutto di maldicenze di Teresita, che ebbe in quel periodo alcuni contrasti con il padre e arrivò ad accusare la balia di furti che non aveva commesso. In seguito, Garibaldi e Francesca si innamorarono davvero, mentre Teresita e Ricciotti se ne andarono, non approvando la storia d'amore. Ebbero tre figli: Clelia (1867), Rosa (1869, morta a 18 mesi) e Manlio (1873), tutti nati a Caprera. La loro unione durò fino alla morte dell'eroe dei due mondi, avvenuta nel 1882.
Garibaldi poté sposare la Armosino solo il 26 gennaio 1880 dopo che il precedente matrimonio con la marchesa Giuseppina Raimondi fu annullato dalla Corte d'Appello di Roma; con il nuovo matrimonio la coppia poté riconoscere i due figli, Manlio e Clelia.
Visse a Caprera fino alla morte del marito per poi dividersi tra la casa di Caprera e quella di Livorno (Villa Donokoe all'Ardenza), acquistata per volere del Generale: poté così essere vicina al figlio Manlio, cadetto dell'Accademia Navale.

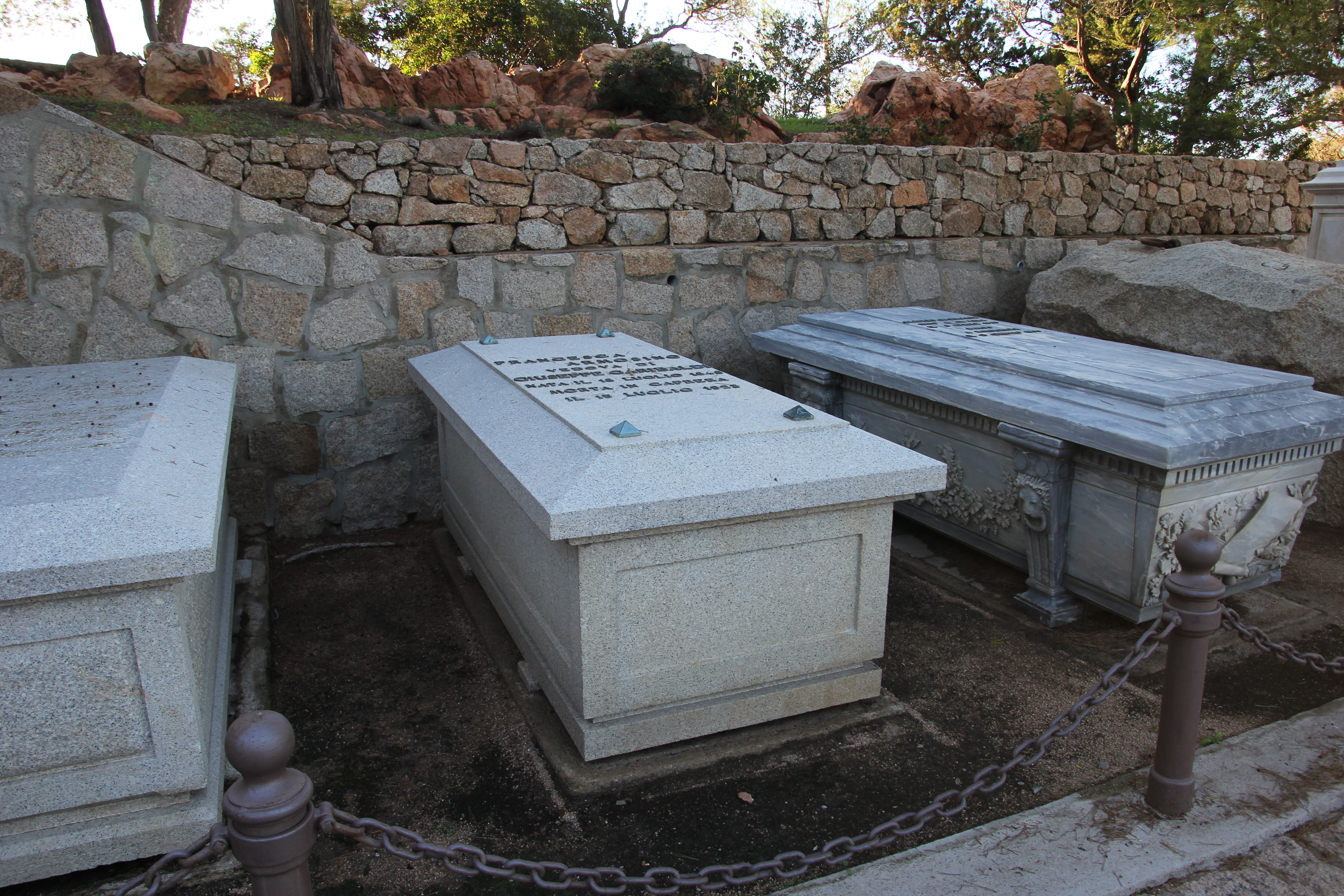
La tomba di Francesca Armosino, a Caprera.

La Armosino si spense il 15 luglio 1923 a Caprera, dove fu sepolta nel piccolo cimitero di famiglia vicino al marito, alla figlioletta Rosa e al figlio Manlio.